# ブラッディ・マリー (伝承)
ブラッディ・マリー（英：Bloody Mary）とは、アメリカ合衆国の都市伝説に登場する女性の幽霊。

## 概要

### 呼び方
真夜中に鏡の前に立ち、名を呼ぶと姿を現すとされる。肝試しとして行われることが多い。呼び出す方法は、真夜中に一人で鏡の前に立ち3回名前を呼ぶというものが基本だが、その場で3回まわる、蝋燭を灯すなどいくつかのバリエーションが伝わる。家の鏡のほかに、生前にゆかりがあった場所で車のバックミラーに姿を現すというバージョンもあり、その場合は一度でも彼女を話題に出せばその場に複数人いても姿を現すとされている。

### 容姿
多くの場合長い髪の比較的若い女性で、血まみれの衣装を身につけているとされている。彼女を呼び出した場合、顔を引っかかれて気絶する程度で済む場合から、発狂、死亡までさまざまなバージョンが語られるが、何らかの怪我を負わされるという点は共通している。

### 正体
正体は、わが子を殺した若い寡婦、幼い子供を亡くした母、若くして非業の死を遂げた女学生などとされることが多い。